# Velocisaurus

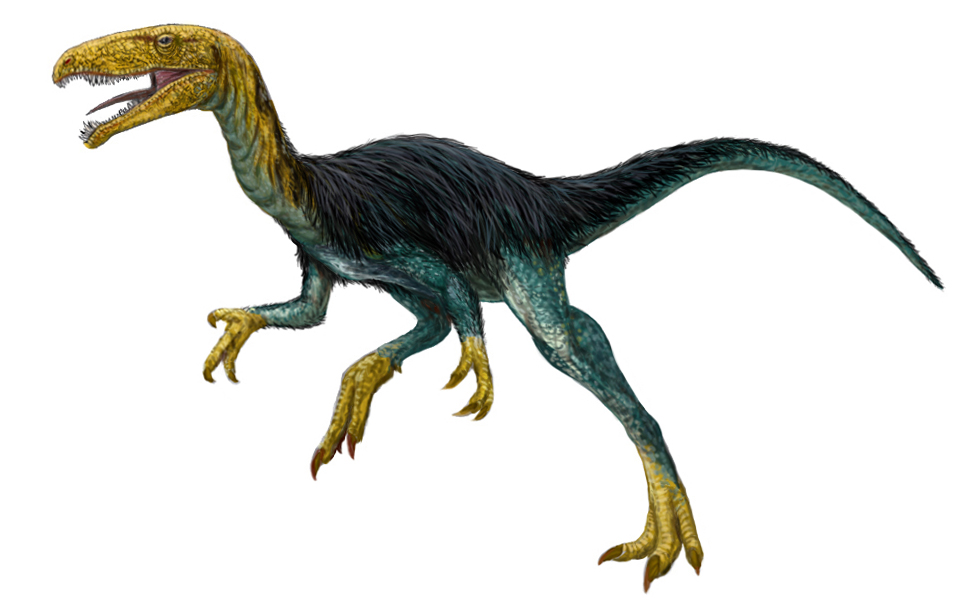
Velocisaurus unicus

Velocisaurus unicus is een theropode dinosauriër, behorend tot de groep van de Neoceratosauria, die tijdens het late Krijt leefde in het gebied van het huidige Argentinië.

## Vondst en naamgeving
De soort werd in 1991 benoemd en beschreven door José Bonaparte. De geslachtsnaam is afgeleid van het Latijnse velox, "snel", een verwijzing naar de vermoede rennende levenswijze. De soortaanduiding betekent "eenmalig" in het Latijn en duidt op de unieke bouw.
Het holotype, MUCPv 41, is tijdens opgravingen vanaf 1985 door Oscar de Ferrariis en Zulma Gasparini bij Boca del Sapo in de provincie Neuquén gevonden in de Bajo de la Carpa-formatie van Patagonië die dateert uit het Santonien. Het is nu deel van de collectie van het Museo de la Universidad Nacional del Comahue. Het bestaat uit een rechterachterpoot.

## Beschrijving
Velocisaurus is een klein dier. Het scheenbeen is veertien centimeter lang, wat duidt op een lichaamslengte van een à anderhalve meter. Er zijn daarbij geen aanwijzingen dat het om een jong exemplaar zou gaan.
Velocisaurus heeft een unieke bouw van de voet. De middenvoetsbeenderen zijn relatief lang: het derde heeft een lengte van negen centimeter. Terwijl het tweede en vierde middenvoetsbeen voor zover vastgesteld kan worden — ze zijn beschadigd — niet bijzonder kort zijn, hebben ze wel sterk gereduceerde schachten. Het derde middenvoetsbeen is echter bovenaan juist erg verbreed. Kennelijk was het tot het dragende element in de voet geworden, terwijl de metatarsalia ernaast degenereerden. Zo'n ontwikkeling is uniek onder de theropoden: zelfs de meest afgeleide groep daarbinnen, de vogels, heeft meestal nog drie functionele tenen en minstens twee. Bonaparte zag deze ontwikkeling, een convergentie met de reductie van de voet bij sommige onevenhoevige zoogdieren, als een teken dat Velocisaurus een extreem snelle renner was. Volgens hem was die aanpassing niet bedoeld om een prooi te achtervolgen maar juist om te vluchten voor grotere theropoden. Velocisaurus zou een kleine omnivoor, alleseter, zijn geweest. Daarop zou ook de vorm van de voetklauwen wijzen want die waren klein en tamelijk recht in plaats van gekromd. Latere onderzoekers vonden dit niet zo'n sterk argument want rechte klauwen komen bij veel theropode groepen voor en van Velocisaurus is alleen de vijftien millimeter lange klauw van de vierde teen bewaardgebleven terwijl die van de grotere derde teen misschien veel forser was.
De formule van de teenkootjes is vermoedelijk 0-2-3-4-0 met de derde teen het langst met 59 millimeter maar het is niet helemaal zeker of de eerste en vijfde teen beiden volledig gereduceerd waren.

## Fylogenie
Bonaparte vond Velocisaurus zo uniek dat hij het in 1991 onderbracht in een eigen Velocisauridae. In 2004 wees Fernando Novas het echter toe aan de Noasauridae binnen de Abelisauroidea, hierop zou een verticale richel op de onderste voorzijde van het scheenbeen wijzen. In 2003 had Novas echter al voor Velocisaurus en Masiakasaurus een aparte kleinere klade benoemd: de Velocisaurinae.